# Trond Sollied
Trond Johan Sollied (* 29. April 1959 in Mo i Rana) ist ein norwegischer Fußballspieler und -trainer.

## Spielerkarriere

### Verein
Sollied begann seine Karriere als Spieler bei Mo IL, dem lokalen Verein seiner Heimatstadt. 1982 wechselte er nach Oslo zu Vålerenga, zwei Jahre später unterschrieb er einen Vertrag bei Rosenborg BK in Trondheim. Zum Abschluss seiner Laufbahn als Aktiver spielte er zwei Jahre für Bodø/Glimt, wo er als Spielertrainer fungierte.

### Nationalmannschaft
Sollied bestritt 15 Länderspiele für die norwegische Fußballnationalmannschaft und erzielte ein Tor.

## Trainerkarriere
Bereits in seinem zweiten Jahr als Coach konnte er mit Bodø/Glimt die Vizemeisterschaft in der Tippeligaen, der ersten norwegischen Liga, erreichen und den norwegischen Pokal gewinnen. Am Ende dieser Saison beendete er seine Karriere als Spieler und fungierte fortan nur noch als Cheftrainer. Er blieb drei weitere Jahre bei Bodø/Glimt, um danach zu seinem alten Club Rosenborg BK zu wechseln. Dort wurde er im ersten Jahr als Assistent unter Nils Arne Eggen norwegischer Meister, in der Saison 1998 konnte Rosenborg mit dem Chefcoach Sollied den Titel verteidigen und qualifizierte sich für die UEFA Champions League.
Im Jahr 1999 wechselte Sollied in die belgische Erste Division, zunächst zu KAA Gent, 2001 dann zum FC Brügge. In seiner Zeit in Brügge wurde er jeweils zweifacher belgischer Meister und Pokalsieger, zudem konnte sich der Verein mehrfach für die Champions League qualifizieren. 2005 beendete er seine Tätigkeit in Belgien, ein Jahr vor dem Auslaufen seines Vertrages. Er wechselte zum griechischen Spitzenclub Olympiakos Piräus, mit dem er bereits in seiner ersten Saison die Meisterschaft erringen konnte. Trotz Tabellenführung zur Winterpause wurde er im Dezember 2006 in Piräus entlassen, zu enttäuschend verliefen die beiden Spielzeiten in der Champions League. In der Saison 2007/08 war er wieder in Gent als Coach tätig; zwischen Sommer 2008 und August 2009 war er Nachfolger von Gertjan Verbeek beim SC Heerenveen.
Zur Saison 2013/14 wechselte Sollied in die türkische Süper Lig zu Sanica Boru Elazığspor. Am 28. Oktober 2013 wurde Sollied bei Elazığspor entlassen.
Ende Oktober 2018 wurde er vom belgischen Erstdivisionär Sporting Lokeren als Trainer verpflichtet. Bereits am 20. Januar 2019 wurde er dort wieder entlassen, nachdem sich der Verein zu diesem Zeitpunkt auf dem letzten Tabellenplatz befand.